# 빵 클립

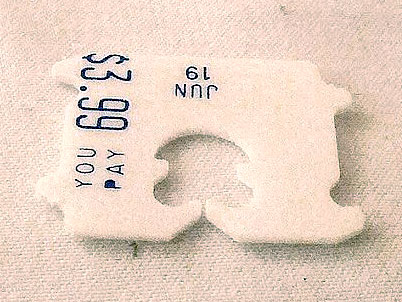
빵 클립.

빵 클립은 식빵 같은 식품이 포장된 플라스틱 봉지를 포장하기 위해 만든 도구이다. 빵 태그 등으로 불리기도 한다. 공기가 들어오는 걸 막아서, 더 오랫동안 보존하게 해준다. 색깔로 빵이 언제 만들어졌는지 구분하기도 하나 표준 색은 없다.
보통 2가지의 종류가 있다. 한 빵 클립 디자인은 미국에서 특허권을 가지고 있기도 하다..